# Weißer Waldportier
Der Weiße Waldportier (Brintesia circe) ist ein Schmetterling (Tagfalter) aus der Familie der Edelfalter (Nymphalidae). Der Artname leitet sich von Circe, einer Zauberin aus der griechischen Mythologie ab.

## Merkmale
Die Falter erreichen eine Flügelspannweite von 55 bis 65 Millimetern. Sie haben sehr dunkelbraun gefärbte Flügeloberseiten, auf denen eine auffällige, breite weiße Querbinde, die sich zum Flügelaußenrand in einzelne Flecken aufteilt. Auf der dunkel graubraunen Unterseite der Hinterflügel ist ebenfalls die breite, weißliche Binde zu erkennen. Sie ist aber etwas matt gefärbt. Dazu kommt eine nur schwach angedeutete zweite Binde nahe dem Flügelansatz, was diese Art vom Großen Waldportier (Hipparchia fagi) deutlich unterscheidet. Sie reicht aber nur bis zur Flügelmitte. Auf der Unterseite der Vorderflügel ist nahe der Spitze ein großer verlaufener weißer Fleck mit einem schwarzen Punkt in der Mitte platziert.

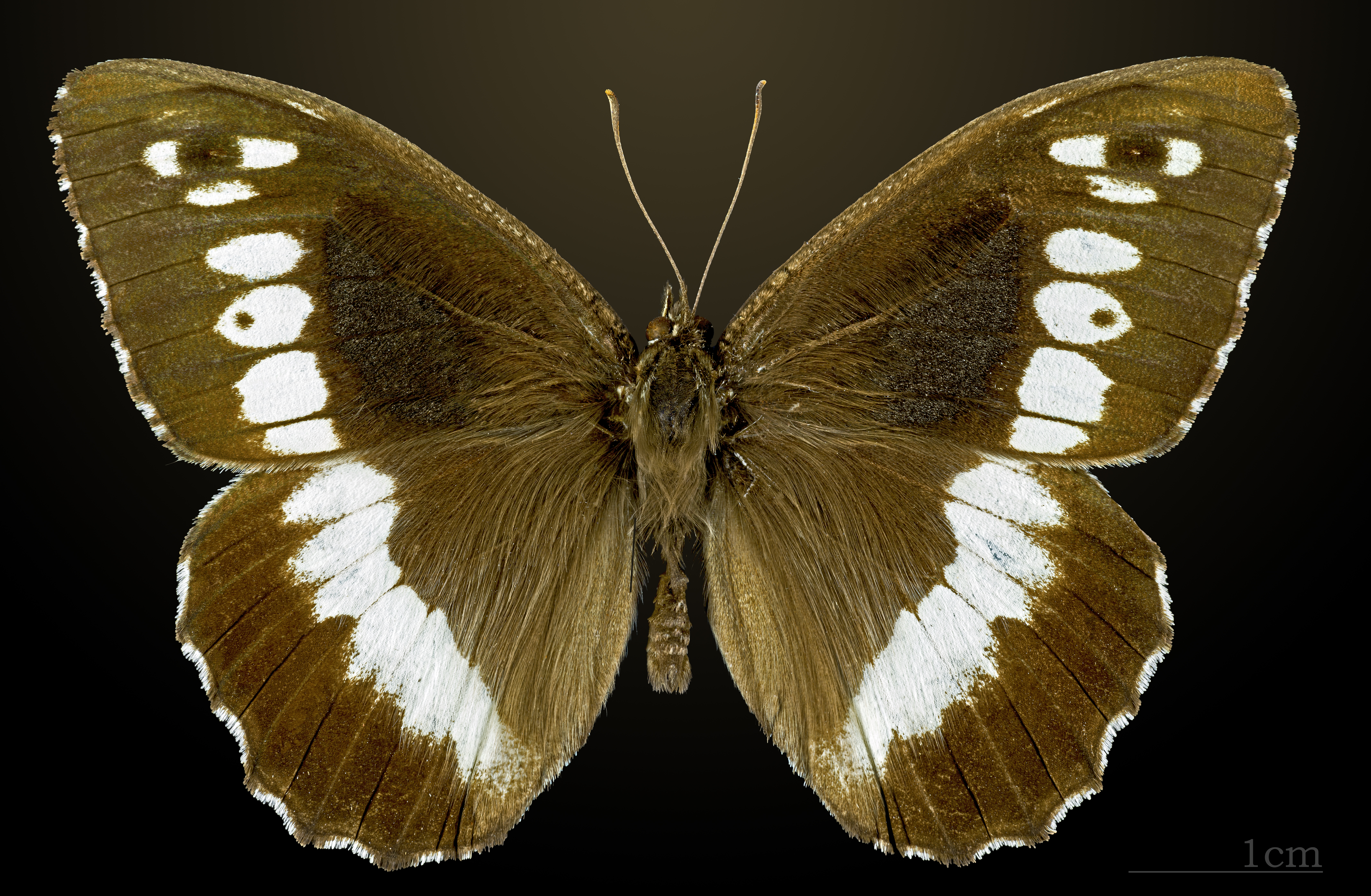
♂
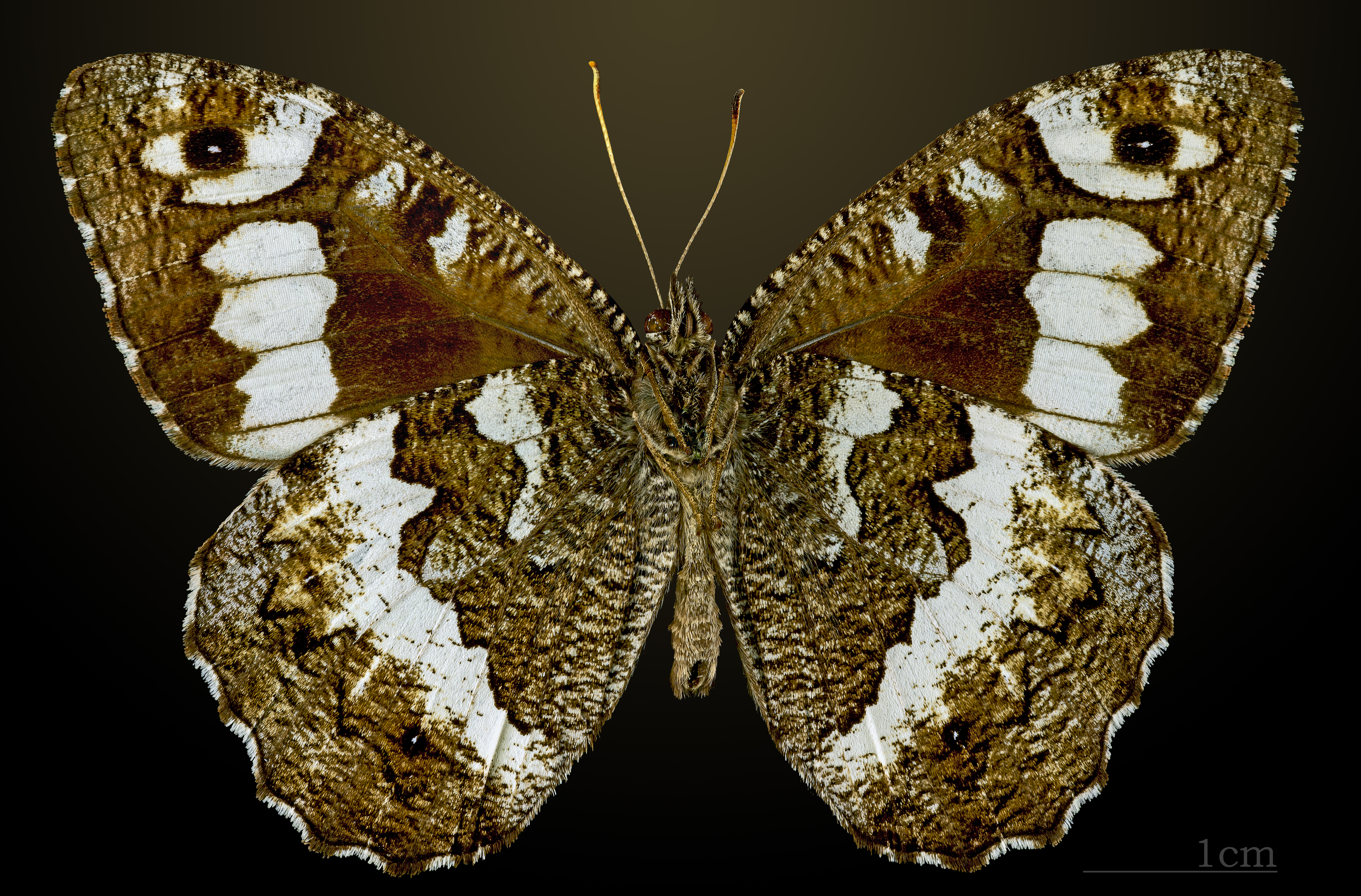
♂ △
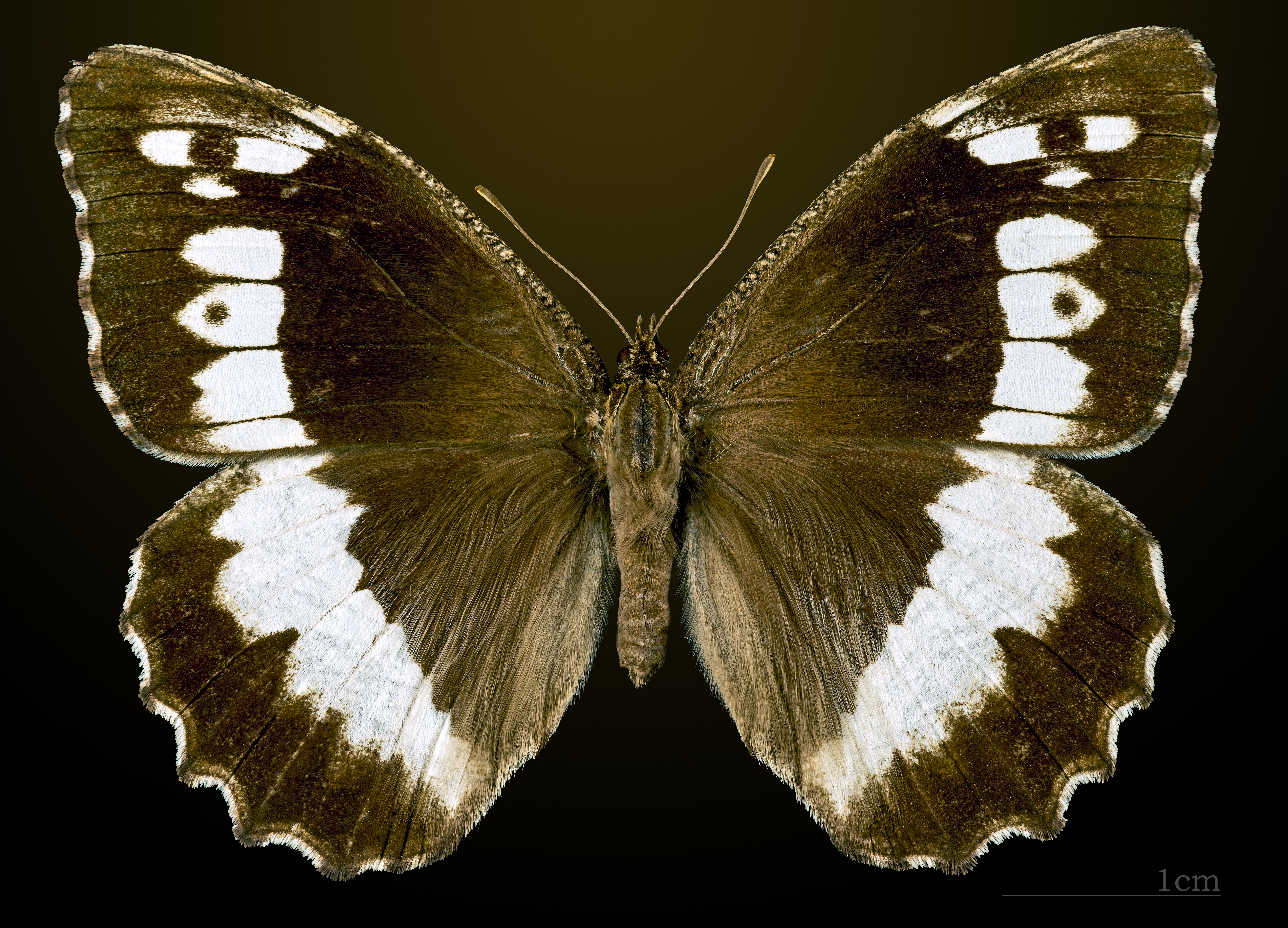
♀
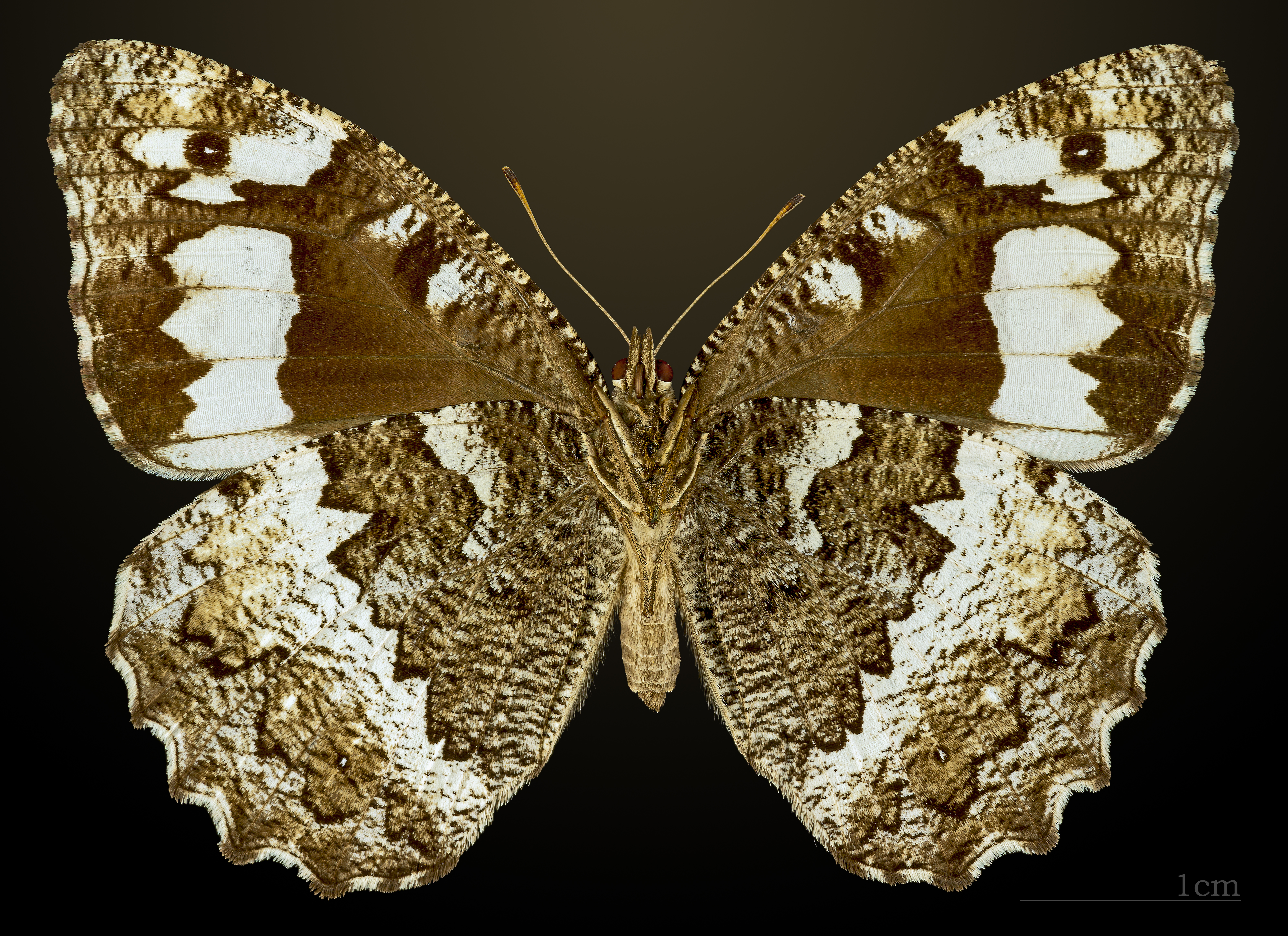
♀ △

Die Raupen werden ca. 35 Millimeter lang und sind hellgraubraun gefärbt. Sie haben einen dunkelgrauen Rückenstreifen und daneben mehrere, schwach ausgeprägte Seitenstreifen. Die Kopfkapsel ist mit sechs graubraunen Streifen auffällig gemustert.

### Ähnliche Arten
- Großer Waldportier (Hipparchia fagi)
- Kleiner Waldportier (Hipparchia alcyone)

### Synonyme
- Aulocera circe
- Kanetisa circe
- Satyrus circe

## Lebensweise
Die Falter fliegen jährlich in einer Generation von Anfang Juni bis Mitte September. Man kann sie im Gegensatz zum Großen Waldportier oft auf Blüten beobachten.

## Entwicklung
Die Weibchen werfen ihre Eier während des Fluges auf dem Boden. Die Raupen suchen sich dann eine geeignete Futterpflanze. Sie überwintern halbwüchsig und verpuppen sich im nächsten Jahr in einer Kammer unter der Erde.

### Nahrung der Raupen
Die Raupen ernähren sich von den Blättern von Aufrechter Trespe (Bromus erectus) und Echtem Schaf-Schwingel (Festuca ovina). Daneben findet man sie auch auf anderen Süßgräsern.

## Vorkommen
Die Tiere kommen in Süd- und Mitteleuropa, in der Türkei, dem Iran und im Himalaya bis in eine Höhe von 1.650 Metern vor. Sie sind vor allem im Mittelmeergebiet häufig, in den warmen Gebieten Süddeutschlands sind sie sehr selten vorkommend. Man findet sie besonders auf Trockenrasen nahe an Wäldern.
Nach 1919 erfolgte in Vorarlberg erst 2024 wieder eine Sichtung.

## Gefährdung und Schutz
Der Weiße Waldportier ist in vielen Gegenden selten geworden oder ausgestorben. Maßnahmen zur Arterhaltung sind schwierig, da die Art weder völlig freie Magerrasen oder Heideflächen noch zu stark verbuschte Gebiete besiedelt.
- Rote Liste BRD: 2 (stark gefährdet)[6]
- Rote Liste Baden-Württemberg: 2  (stark gefährdet)